# Al fin solos, pero...
 Al fin solos, pero... es una comedia española dirigida por Antonio Giménez Rico y estrenada en el año 1977.

## Argumento
Una empresa láctea cambia de dueño, y llega una mujer. Uno de los directivos es viudo y se ve acosado en cierta medida por la dueña. Además tiene una amante, y una hija que intenta atraer su atención.